# Cipada (Cisarua)
Cipada is een bestuurslaag in het regentschap West-Bandung van de provincie West-Java, Indonesië. Cipada telt 6168 inwoners (volkstelling 2010).